# Leiomitra lanata
Leiomitra lanata là một loài rêu tản trong họ Trichocoleaceae. Loài này được (Hook.) R.M. Schust. miêu tả khoa học lần đầu tiên năm 1980.